# Кола (историческая область)
Кола́ (арм. Կող, груз. კოლა) — исторический регион Армении и Грузии на северо-востоке Турции. На данный момент входит в турецкий ил Ардахан, под искажённым названием Гёле.

## Название
Урартское название «Кулха», относящееся к одной из групп захватчиков, могло бы быть источником грузинского топонима Кола.

## География
Исторический район расположен к югу от Артаани и к востоку от Тао. К. Туманов причислял Колу к «Верхней Иберии». Долина Колы - является истоком реки Куры.

## История
Кола не упоминается классическими историками.
IV—III веках до н. э. возможно являлась частью иберийской провинции Цунда. После этого, предположительно, она попала под контроль Арташесидской Армении во II веке до н. э. В I веке вернулась в состав Иберии. «Мученичество девяти отроков колайских» содержит важную информацию о грузинском управлении регионом в период между началом III и концом IV века. Ко времени Крещения Иверии относится конкретное упоминание в грузинских источниках о колайских князьях.
Армянский царь Аршак II в середине IV века построил дастакерт в долине области Кола, куда отправлялись разнообразные преступники.
В результате Ирано-византийской войны (572–591) император Маврикий реорганизовал Армению. Несомненно, регион попал в сферу влияния Византии. Все эти территории получили одно название. Согласно К. Туманову Тайк стал частью провинции Византии «Армения Глубинная», которая состояла из трех регионов, в том числе кольской. По словам Р. Эдвардса, нет никаких доказательств того, что Тайк был переименован в «Глубинная Армения». До этого Кола могла быть отдельным княжеством. Бруно Баумгартнер отмечал, что армяне относили Кольское нагорье к провинции Тайк, однако грузины никогда не считали Колу частью Тао. Согласно Р. Хьюсену, в армянских источниках Ког изначально не рассматривалась как часть Тайка/Тао.
Согласно Р. Хьюсену, в эпоху Мамиконянов Кола были в основном грузинскими областью. К. Туманов, основываясь на воплощении древних традиций в «Мученичестве девяти отроков колайских», предполагает, что, несмотря на изменение политических границ, долина оставалась этнически грузинской.
В 791 году вернулась в состав Иберии и стала частью владений грузинских Багратидов. Примерно между 813 и 830 годами область в княжестве Тао-Кларджети. После смерти Ашот I Куропалата область перешла к среднему сыну Баграту I. Кола, несомненно, входила в число владений, которые Баграт I передал своим наследникам. С 1008 года часть Грузинского царства. С 80-х гг. XIII века часть Самцхе-Саатабаго.

## Население
В 1900 году население было смешанным; Часть из них были мусульманские грузины (месхетинцы), часть курды, греки и армяне. Греки и армяне эмигрировали сюда после Русско-Турецкой войны 1877—1878 годов, на территории оставленные мусульманским населением, которые эмигрировали в Османскую империю. Согласно официальным данным, из Ардаганского района в Османскую империю было депортировано в общей сложности 1407 семей, или 22 843 человека.
Сегодня в Коле живут в основном этнические курды.